# مرزة رمادية
مُرزة رمادية أو عُقيب رمادي أو هار رمادي (الاسم العلمي: Circus cinereus) هو نوع من فصيلة بازية.